# ジェームス・チュー
ジェームス・チュー（英語: James Chu、中国語: 朱家良、1957年10月23日 - ）は、アメリカ合衆国の実業家。ビューソニックの創業者および同社会長兼CEO。台湾屏東県生まれ。

## 来歴
1957年10月23日に台湾屏東県で生まれた。父は中華民国空軍に入隊し、母は主婦であったという。台湾の東海大学社会学部を中退した。アメリカに移住する前は様々な営業職を務め、台湾のキーボードメーカーでアメリカ事業の社長に就任した。
1986年、アメリカカリフォルニア州に移住し、コンピュータ周辺機器等を開発および販売する電子工学企業・キーポイントテクノロジー（英語: Keypoint Technology Corporation）を設立した。1990年にビューソニック（英語: ViewSonic）のブランド名でディスプレイを発表した後、1993年に会社名をブランド名であったビューソニック（英語: ViewSonic Corporation）に変更した。